# Истиховская, Марина Дмитриевна
Марина Дмитриевна Истиховская (род. 26 ноября 1965, Инта) — российский политический и государственный деятель, председатель Государственного Совета Коми (2006—2012).

## Биография
Родилась 26 ноября 1965 года в Инте. По национальности русская, в 1988 году окончила экономический факультет Сыктывкарского университета имени 50-летия СССР, в 2000 году — Северо-Западную академию госслужбы по специальности «менеджмент госслужбы».
С 1988 года работала в банковской сфере: старшим экономистом в Интинском отделении Промстройбанка СССР, АКБ «Комибанка».
1991—1996 года экономист в Интинском отделении Промстройбанка СССР, АКБ «Комибанк».
1996—2000 года директор Интинского филиала ОАО «Ухтабанк».
2000—2003 года главный бухгалтер ОАО «Компания „Интауголь“».
2003—2006 года депутат госсовета Республики Коми, руководитель Комитета госсовета Республики Коми по бюджету, налогам и экономической политике.
2006—2015 года секретарь регионального политсовета ВПП «Единая Россия» в Республике Коми.
2006—2012 года депутат, председатель госсовета Республики Коми. 28 марта 2011 года переизбрана председателем госсовета Республики Коми.
2012—2016 года ректор Сыктывкарского государственного университета.
27 ноября 2015 года сыктывкарский городской суд временно отстранил Истиховскую от занимаемой должности ректора на фоне расследования уголовного дела. Окончательно подала в отставку с поста 29 апреля 2016 года.

### Уголовное преследование
В ноябре 2015 года следственный комитет возбудил уголовное дело против Марины Истиховской, по ст. 286 УК РФ превышение должностных полномочий. По версии следствия, в 2014 году ректор незаконно передала в пользование коммерческой компании, помещения пищеблоков университетских столовых.
21 июля 2017 года сыктывкарский городской суд признал экс-ректора СГУ, депутата Госсовета Коми Марину Истиховскую виновной и назначил наказание в виде трёх лет и трёх месяцев лишения свободы условно с запретом занимать определенные должности на два года. Суд также присудил ей возмещение ущерба в 12,3 миллиона рублей в пользу казны Российской Федерации.
В ноябре 2017 года Верховный суд Республики Коми частично оправдал и смягчил приговор по оставшимся эпизодам экс-ректору Сыктывкарского госуниверситета Марине Истиховской. Суд признал ее виновной по одному из эпизодов и назначил наказание в виде запрета занимать определенные должности на два года. Также ей вернули залог.
В мае 2020 года Третий кассационный суд общей юрисдикции в Санкт-Петербурге оправдал Истиховскую по эпизоду с обвинением в превышении полномочий за пользование квартирой университета в личных целях. Она была оправдана по всем эпизодам и за ней было признано право на реабилитацию.

## Личная жизнь
Замужем, воспитывает сына Александра и дочь Анну.

## Награды
- Почётная грамота Государственного Совета Республики Коми (2001);
- Почетная грамота Государственной Думы Федерального Собрания Российской Федерации (2007);
- Почетная грамота Республики Коми (2008);
- Почетная грамота Парламентской Ассоциации Северо-Запада России (2008);
- Почетное звание «Заслуженный работник Республики Коми» (2012);
- Благодарственные письма Президента Российской Федерации (2008, 2012);
- Благодарность Председателя Государственной Думы Федерального Собрания Российской Федерации (2012).